# Rui Da Gracia
Pour les articles homonymes, voir Gracia et Gomes.
Rui Fernando da Gracia Gomes, dit Rui, est un footballeur international équatoguinéen d'origine cap-verdienne, né le 28 mai 1985 à Bembibre en Espagne.

## Biographie

### En club
Rui Da Gracia commence le football dans le club du CA Bembibre, il n'est pas professionnel et joue donc dans les divisions inférieur d'Espagne dans la Division 5.
En 2005, il est recruté par un club professionnel l'Elche CF, mais durant les deux années passés à Elche il n'a pas réussi à intégrer l'équipe première du club. Il retourne dans des clubs amateurs de seconde zone comme Real Ávila et CF Palencia.
En 2011, il signe dans le club de UD Logroñés en Division 3.

### En sélection nationale
Bien que né en Espagne, il décide de représenter la Guinée équatoriale. Il honore sa première convocation le 12 octobre 2010 contre la Botswana (0-2).

## Statistiques
| Saison                | Club                  | Championnat           | Championnat | Championnat | Coupe(s) nationale(s) | Coupe(s) nationale(s) | Compétition(s) continentale(s) | Compétition(s) continentale(s) | Compétition(s) continentale(s) | Guinée équatoriale | Guinée équatoriale | Total | Total |
| Saison                | Club                  | Division              | M.          | B.          | M.                    | B.                    | Comp.                          | M.                             | B.                             | M.                 | B.                 | M.    | B.    |
| 2007-2008             | Real Ávila            | 4                     | 36          | 3           | -                     | -                     | -                              | -                              | -                              | -                  | -                  | 36    | 3     |
| 2008-2009             | Real Ávila            | 4                     | 37          | 4           | -                     | -                     | -                              | -                              | -                              | -                  | -                  | 37    | 4     |
| 2009-2010             | CF Palencia           | 3                     | 32+2        | 2+0         | 2                     | 0                     | -                              | -                              | -                              | -                  | -                  | 36    | 2     |
| 2010-2011             | CF Palencia           | 3                     | 25          | 1           | -                     | -                     | -                              | -                              | -                              | 2                  | 0                  | 27    | 1     |
| 2011-2012             | UD Logroñés           | 3                     | 11          | 0           | 1                     | 0                     | -                              | -                              | -                              | 10                 | 0                  | 22    | 0     |
| 2012-2013             | Énosis Néon Paralímni | 1                     | 30          | 0           | 4                     | 0                     | -                              | -                              | -                              | 2                  | 0                  | 36    | 0     |
| 2013-2014             | Real Ávila            | 4                     | 28          | 0           | -                     | -                     | -                              | -                              | -                              | -                  | -                  | 28    | 0     |
| 2014-2015             | Hibernians Paola      | 1                     | 22          | 0           | 4                     | 0                     | C3                             | 2                              | 0                              | 9                  | 0                  | 37    | 0     |
| 2015-2016             | Hibernians Paola      | 1                     | 17          | 0           | 2                     | 0                     | C1                             | 2                              | 0                              | 3                  | 1                  | 24    | 1     |
| 2016-2017             | Hibernians Paola      | 1                     | 1           | 0           | -                     | -                     | -                              | -                              | -                              | -                  | -                  | 1     | 0     |
| Total sur la carrière | Total sur la carrière | Total sur la carrière | 241         | 10          | 13                    | 0                     | -                              | 4                              | 0                              | 26                 | 1                  | 284   | 11    |

## Palmarès
- Champion de Malte en 2015 avec Hibernians Paola.